# Pararge anticoexcessa
Pararge anticoexcessa är en fjärilsart som beskrevs av Barend J. Lempke 1935. Pararge anticoexcessa ingår i släktet Pararge och familjen praktfjärilar. Inga underarter finns listade i Catalogue of Life.